# ATP Challenger Kachetien
Das ATP Challenger Kachetien (offizieller Name: Kachreti Challenger) war ein Tennisturnier in Kachreti Village, ein kleines Dorf im Osten Georgiens, das 2024 einmalig ausgetragen wurde. Es war Teil der ATP Challenger Tour und wurde im Freien auf Hartplatz ausgetragen.

## Liste der Sieger

### Einzel
| Jahr | Sieger         | Finalgegner        | Ergebnis      |
| ---- | -------------- | ------------------ | ------------- |
| 2024 | Robin Bertrand | Aleksandre Bakschi | 6:1, 3:6, 7:5 |

### Doppel
| Jahr | Sieger                  | Finalgegner                       | Ergebnis         |
| ---- | ----------------------- | --------------------------------- | ---------------- |
| 2024 | Charles Broom Ben Jones | Jewgeni Karlowski Jewgeni Tjurnew | 3:6, 6:1, [10:8] |